# Arktische Oszillation
Die Arktische Oszillation (AO) (engl. auch Northern Hemispheric Annular Mode (NAM)) ist Ausdruck des Luftdruckgegensatzes zwischen den arktischen und den mittleren Breiten auf der Nordhemisphäre. Arktische und antarktische Oszillation sind große Systeme der Telekonnektion der Erde, s. a. Polarwirbel.

## Grundlagen
Die Arktische Oszillation entsteht durch die großen Temperaturunterschiede zwischen den extrem kalten Polarregionen und den gemäßigten mittleren Breiten. Die sich dadurch entwickelnden Winde werden aufgrund der Corioliskraft nach Osten abgelenkt. Sie ist eng mit der Nordatlantischen Oszillation (NAO) verbunden, die die atlantische Komponente dieser Dynamik des Klimasystems genauer beschreibt. Zugrunde liegen Oszillationen im Verlauf des Jetstreams, der manchmal gleichmäßig im Westwindgürtel verläuft, manchmal aber selbst zu oszillieren beginnt und dann weit in Norden und Süden schwingt (Rossby-Wellen der Westwinddrift). Daher wirkt sich die Arktische Oszillation auf die Großwetterlagen der gesamten Nordhalbkugel aus.

## AO- und AAO-Index

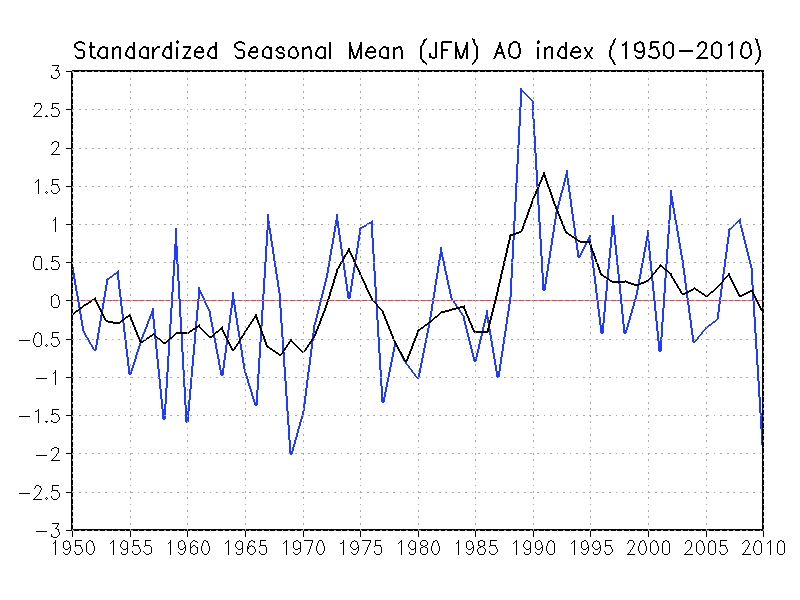
1950 bis 2010: "Standardisierter jahreszeitlicher und gemittelter AO-Index"
Blau: Januar, Februar, März-Werte
Schwarz: Fünfjahres-Mittelwert
Die

Rossby-Wellen in der nördlichen Hemisphäre und der Jetstream bei stabilem Polarwirbel. Verschiebung warmer und kalter Luftmassen (Kaltlufttropfen)

Die Ausprägung und Stärke der (Ant)Arktischen Oszillation wird mit dem AO- bzw. AAO-Index gemessen.

### AO-Index
Dieser bezieht sich auf drei meteorologische Aktionszentren:
- den Hochdruck bei den Aleuten ("Aleutenhoch"),
- den Tiefdruck bei Island ("Islandtief ") und
- den Hochdruck über der Biskaya ("Westeuropahoch").

Ersteres ist die Nordkomponente des Nordpazifikhochs, zweiterer die Atlantikkomponente des Polarwirbels und dritteres die Nordostkomponente des Azorenhochs, drei permanente Grundcharakteren des Klimasystems.
Zur Berechnung wird das langjährige Monatsmittel der 1000-hPa-Höhenanomalie ab 20° nördlicher Breite bis zum Nordpol gebildet, dann eine statistische Hauptkomponentenanalyse für die mittlere Lage der Luftmassen durchgeführt (Empirical Orthogonal Function, EOF), und darüber die Varianz ermittelt. Diese wird noch bereinigt und gewichtet. Der AO-Index ist die mittlere tägliche Abweichung von diesem monatlichen Basiswert. Diese Methodik berücksichtigt auch die Einflüsse aller anderen bekannten Telekonnektionsmuster.

## Phasen der AO und Folgen für Umwelt und Klima

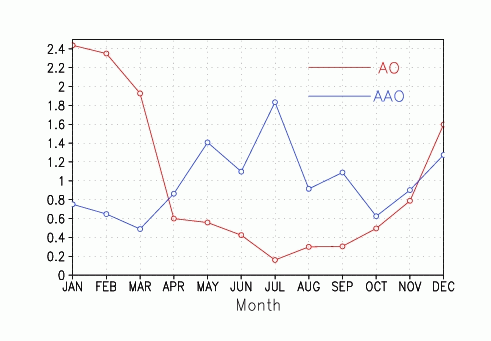
Varianz der monatlichen Basiswerte für AAO und AO (NOAA; 1950–2000)

Wie alle Strömungen lässt sich auch die AO in zwei Phasen einteilen:
- In der positiven Phase treiben im Winter starke Westwinde die warme Atlantikluft nach Nordeuropa und Sibirien sowie die Polregionen. Dies hat direkte negative Auswirkungen auf die dortige Eisdicke[4][5].
- In der negativen Phase kann kalte Polarluft weiter nach Süden vordringen. Die Folge daraus können kühlere Temperaturen in Europa sein (mit höherer Wahrscheinlichkeit über die Wintermonate).

Die Varianz der monatlichen AO-Basis-Indizes ist im Winter groß (um 2), im Sommerhalbjahr klein (um 0,5). Das stellt die Stabilität der Wetterlagen dar.

## Besondere Wetterereignisse im Zusammenhang mit der AO (Auswahl)
- Kältewelle in Europa 2012: Die AO war zu diesem Zeitpunkt in einer negativen Phase, die Nordatlantische Oszillation (NAO) allerdings in einer Positiven. Dieser seltene Gegensatz führte zu einer Verlagerung des polaren Jet Streams. Statt in die reguläre West-Ost-Richtung strömte er in der Hochphase der Kältewelle auf einer Schleife durch Nordskandinavien, die britischen Inseln, Nordspanien und Libyen, rund um Europa.[6][7] Das Ereignis stand auch in engem Zusammenhang mit einem gleichzeitig aufgetretenen Maximum der "La Niña-Periode".[8][9]
- Kälteanomalie in Europa 2018: Ende Februar 2018 glitten sowohl A- wie NAO-Index massiv ins Negative.